# خط طول 63° غرب
خط طول 63° غرب هو أحد خطوط الطول الجغرافية، والتي تمتد من القطب الشمالي الجغرافي إلى القطب الجنوبي الجغرافي، وحسب التحويل الزمني يتأخر خط طول 63° غرب عن خط غرينتش بـ4 ساعات و12 دقيقة.

## من القطب إلى القطب
ينطلق خط طول 63° غرب من القطب الشمالي نحو القطب الجنوبي مرورا بالمناطق التي ترد في الجدول التالي:
| الإحداثيات                         | البلد أو الإقليم أو البحر | ملاحظات |
| ---------------------------------- | ------------------------- | --- |
| 90°0′N 63°0′W / 90.000°N 63.000°W  | المحيط المتجمد الشمالي    | |
| 83°22′N 63°0′W / 83.367°N 63.000°W | بحر لنكولن                | |
| 82°35′N 63°0′W / 82.583°N 63.000°W | كندا                      | نونافوت — جزيرة إليسمير |
| 81°54′N 63°0′W / 81.900°N 63.000°W | مضيق ناريس                | |
| 81°12′N 63°0′W / 81.200°N 63.000°W | جرينلاند                  | |
| 76°20′N 63°0′W / 76.333°N 63.000°W | خليج بافن                 | |
| 70°0′N 63°0′W / 70.000°N 63.000°W  | مضيق دافيس                | |
| 67°17′N 63°0′W / 67.283°N 63.000°W | كندا                      | نونافوت — بافن (جزيرة) |
| 65°35′N 63°0′W / 65.583°N 63.000°W | مضيق دافيس                | |
| 65°18′N 63°0′W / 65.300°N 63.000°W | كندا                      | نونافوت — Muingmak Island |
| 65°16′N 63°0′W / 65.267°N 63.000°W | مضيق دافيس                | |
| 60°0′N 63°0′W / 60.000°N 63.000°W  | المحيط الأطلسي            | بحر لبرادور |
| 58°53′N 63°0′W / 58.883°N 63.000°W | كندا                      | نيوفاوندلاند واللابرادور — لابرادور كيبك — من 52°0′N 63°0′W / 52.000°N 63.000°W |
| 50°18′N 63°0′W / 50.300°N 63.000°W | خليج سانت لورنس           | Jacques Cartier Strait |
| 49°44′N 63°0′W / 49.733°N 63.000°W | كندا                      | كيبك — جزيرة أنتيكوستي |
| 49°12′N 63°0′W / 49.200°N 63.000°W | خليج سانت لورنس           | |
| 46°25′N 63°0′W / 46.417°N 63.000°W | كندا                      | جزيرة الأمير إدوارد |
| 46°10′N 63°0′W / 46.167°N 63.000°W | خليج سانت لورنس           | Hillsborough Bay |
| 46°4′N 63°0′W / 46.067°N 63.000°W  | كندا                      | جزيرة الأمير إدوارد |
| 46°3′N 63°0′W / 46.050°N 63.000°W  | خليج سانت لورنس           | Northumberland Strait |
| 45°47′N 63°0′W / 45.783°N 63.000°W | كندا                      | نوفا سكوشا |
| 44°42′N 63°0′W / 44.700°N 63.000°W | المحيط الأطلسي            | |
| 18°16′N 63°0′W / 18.267°N 63.000°W | أنغويلا                   | |
| 18°14′N 63°0′W / 18.233°N 63.000°W | البحر الكاريبي            | Passing between تجمع سان مارتين (في 18°7′N 63°1′W / 18.117°N 63.017°W) و Île Tintamarre (في 18°7′N 62°59′W / 18.117°N 62.983°W), تجمع سان مارتين · مرورا بشرق سينت مارتن (في 18°3′N 63°1′W / 18.050°N 63.017°W) · مرورا بغرب سان بارتيلمي (في 18°3′N 63°1′W / 18.050°N 63.017°W) |
| 17°32′N 63°0′W / 17.533°N 63.000°W | هولندا                    | جزيرة سينت أوستاتيوس |
| 17°30′N 63°0′W / 17.500°N 63.000°W | البحر الكاريبي            | مرورا بغرب the جزيرة سانت كيتس, سانت كيتس ونيفيس (في 17°22′N 62°52′W / 17.367°N 62.867°W) · مرورا بشرق the Los Testigos Islands, فنزويلا (في 11°22′N 63°4′W / 11.367°N 63.067°W)                                                                                                 |
| 10°43′N 63°0′W / 10.717°N 63.000°W | فنزويلا                   | |
| 3°37′N 63°0′W / 3.617°N 63.000°W   | البرازيل                  | رورايما الأمازون (ولاية) — من 2°1′N 63°0′W / 2.017°N 63.000°W روندونيا — من 7°59′S 63°0′W / 7.983°S 63.000°W |
| 12°51′S 63°0′W / 12.850°S 63.000°W | بوليفيا                   | |
| 22°0′S 63°0′W / 22.000°S 63.000°W  | الأرجنتين                 | |
| 41°7′S 63°0′W / 41.117°S 63.000°W  | المحيط الأطلسي            | |
| 60°0′S 63°0′W / 60.000°S 63.000°W  | المحيط الجنوبي            | مرورا بغرب جزيرة سميث, جزر جنوب شيتلاند — المطالب الإقليمية بالقارة القطبية الجنوبية by الأرجنتين, تشيلي و المملكة المتحدة (في 63°5′S 62°44′W / 63.083°S 62.733°W) |
| 64°32′S 63°0′W / 64.533°S 63.000°W | القارة القطبية الجنوبية   | جزيرة أنفيرس — المطالب الإقليمية بالقارة القطبية الجنوبية by الأرجنتين, تشيلي و المملكة المتحدة |
| 64°36′S 63°0′W / 64.600°S 63.000°W | المحيط الجنوبي            | |
| 64°47′S 63°0′W / 64.783°S 63.000°W | القارة القطبية الجنوبية   | المطالب الإقليمية بالقارة القطبية الجنوبية by الأرجنتين, تشيلي و المملكة المتحدة |